# Lorenzo Buscarini
Lorenzo Buscarini, né le 27 mai 1991, est un footballeur international saint-marinais. Il évolue au SS Murata dans le championnat national saint-marinais, au poste de milieu de terrain.
Buscarini fait ses débuts en sélection nationale le 12 octobre 2012, en remplaçant Matteo Coppini à la 76e minute, lors d'un match contre l'Angleterre lors des éliminatoires pour la Coupe du monde 2014.